# Burg im Leimental
Burg im Leimental je obec ve švýcarském kantonu Basilej-venkov. Žije zde 263 obyvatel.

## Geografie
Obec se nachází poblíž hranice s Francií, v západní části kantonu Basilej-venkov, asi 6 kilometrů severozápadně od okresního města Laufen. Nejvyšším bodem obecního katastru je 832 metrů vysoký vrch Remel.

## Historie
Předpokládá se, že vlastní hrad měl několik menších předchůdců. Nálezy mincí dokazují, že oblast byla osídlena již v římské době. V roce 1168 dostal hrad Biedertan v léno císař Fridrich I. Barbarossa. V roce 1269 přešel do vlastnictví basilejského biskupa. Od roku 1392 byli držiteli léna páni z Wessenbergu. Po 16. století byl hrad přejmenován na „Biedertal“, poté na „Burgtal“ a nakonec na „Burg im Leimental“. V roce 1815 byl Burg im Leimental rozhodnutím Vídeňského kongresu přidělen kantonu Bern. Když se řešila otázka změny kantonu u Laufentalu, Burg im Leimental byl zpočátku jedinou obcí, která hlasovala ve prospěch kantonu Basilej-město. V prvním referendu o Laufentalu v roce 1983 odmítla připojení ke kantonu Basilej-venkov, ale o šest let později hlasovala pro. Ke změně došlo v roce 1994.

## Obyvatelstvo
| Vývoj počtu obyvatel | Vývoj počtu obyvatel | Vývoj počtu obyvatel | Vývoj počtu obyvatel | Vývoj počtu obyvatel | Vývoj počtu obyvatel | Vývoj počtu obyvatel | Vývoj počtu obyvatel | Vývoj počtu obyvatel | Vývoj počtu obyvatel | Vývoj počtu obyvatel | Vývoj počtu obyvatel |
| -------------------- | -------------------- | -------------------- | -------------------- | -------------------- | -------------------- | -------------------- | -------------------- | -------------------- | -------------------- | -------------------- | -------------------- |
| Rok                  | 1722                 | 1850                 | 1870                 | 1900                 | 1930                 | 1950                 | 1960                 | 1970                 | 1980                 | 1990                 | 2000                 |
| Počet obyvatel       | 187                  | 248                  | 211                  | 163                  | 174                  | 215                  | 176                  | 175                  | 190                  | 196                  | 229                  |

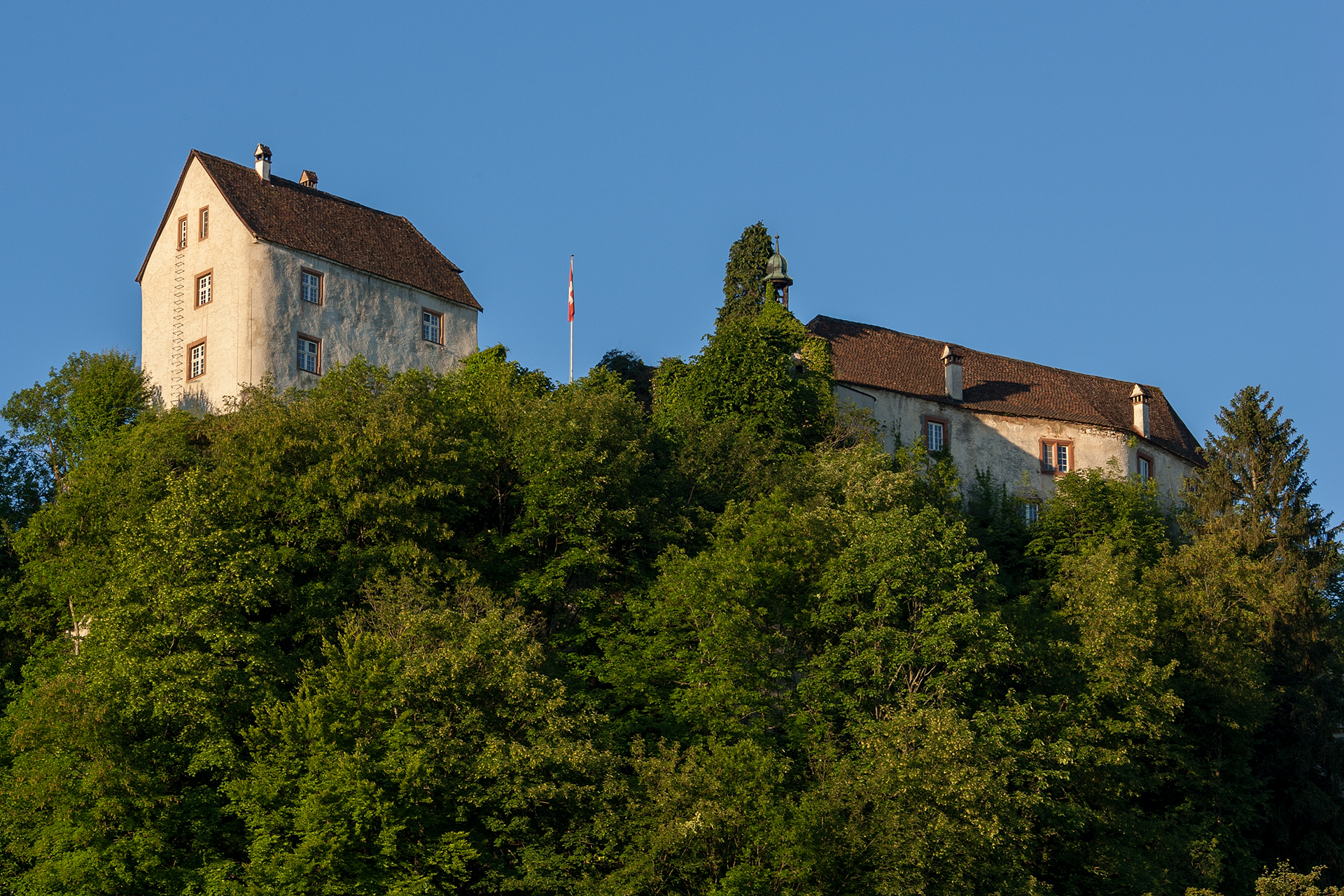
Hrad

Z celkového počtu obyvatel je 94,8 % německy mluvících, 2,6 % anglicky mluvících a 0,9 % francouzsky mluvících (k roku 2000).

## Hospodářství
V obci stále převažuje zemědělství. Mimo zemědělství je v obci jen několik pracovních míst. Mnoho zaměstnanců proto dojíždí za prací, převážně do okresního města Laufen, či do oblasti Basileje.

## Doprava
Obec se nachází mimo hlavní dopravní tepny. Do obce vedou pouze dvě regionální silnice, a to z obce Metzerlen (v kantonu Solothurn) a francouzské obce Biederthal. Burg je napojen na veřejnou dopravu linkou poštovního autobusu z Metzerlenu.

## Osobnosti
- Albert Hofmann (1906–2008), chemik a vynálezce LSD, v obci prožil závěr života a zemřel zde